# Mera
Die Mera (in der Schweiz auch im Dialekt des Bergells, dem „Bargaiot“, Maira genannt) ist ein rund 50 Kilometer langer Fluss in der Schweiz und in Italien. Sie durchfliesst das Bergell.
Die Maira entsteht aus mehreren Bergbächen, die in Seitentälern des Val Maroz (Val da Cam in der Nähe von Piz Duan, im Mungiroi beim Piz Mungiroi und Piz Piot, im Val Lunga beim Piz Piot, Piz Turba und Piz Mäder) im Kanton Graubünden entspringen. Die Aua da Sett mündet, vom Pass da Sett (de: Septimerpass) kommend, im Val Maroz in die noch östlich fliessende Maira. Bei Casaccia wendet sich der Fluss nach Süden. Von links mündet die Orlegna, vom Malojapass kommend, in die Maira. Erstes Dorf am nun nach Westen fliessenden Bach ist Vicosoprano, wo die vom Albigna-Stausee abfliessende Albigna mündet. Danach fliesst die Maira durch Stampa. Beim nächsten Dorf Bondo mündet die Bondasca.
Nachdem der Fluss bei Castasegna die Grenze nach Italien überquert hat, trägt er den italienischen Namen Mera. Bei Piuro mündet die Acquafraggia, die einen imposanten Wasserfall aufweist.
In Chiavenna wendet sich die Mera nun wieder nach Süden. Unterhalb von Chiavenna, dem grössten Ort am Fluss, mündet von rechts der Liro von Norden vom Splügenpass herkommend, kurz danach die Crezza und die Boggia. Die Mera durchfliesst den Lago di Mezzola und mündet bei Gera Lario in den Comer See.

## Fischsterben 2023
Starkniederschläge lösten am 24. Juli 2023 einen Murgang in der Valun dal Largh aus, einem linksseitigen Zufluss der Maira knapp drei Kilometer oberhalb Vicosoprano. Das Ereignis beförderte eine grosse Menge an Schlamm und Geröll in die Maira, wodurch der Fischbestand vermutlich bis zur Landesgrenze ausgelöscht wurde.